# Gantofta
Gantofta uttal (fil) är en tätort i Helsingborgs kommun i Skåne län. Orten har en järnvägsstation som trafikeras av Pågatågen mellan Helsingborg och Teckomatorp-Eslöv–Lund C–Malmö C–Hyllie. 

## Befolkningsutveckling
| Befolkningsutvecklingen i Gantofta 1960–2020 | Befolkningsutvecklingen i Gantofta 1960–2020 | Befolkningsutvecklingen i Gantofta 1960–2020 | Befolkningsutvecklingen i Gantofta 1960–2020 | Befolkningsutvecklingen i Gantofta 1960–2020 |
| -------------------------------------------- | -------------------------------------------- | -------------------------------------------- | -------------------------------------------- | -------------------------------------------- |
|                                              |                                              |                                              |                                              |                                              |
| År                                           |                                              |                                              | Folkmängd                                    | Areal (ha)                                   |
| 1960                                         | 1960                                         |                                              | 365                                          |                                              |
| 1965                                         | 1965                                         |                                              | 657                                          |                                              |
| 1970                                         | 1970                                         |                                              | 874                                          |                                              |
| 1975                                         | 1975                                         |                                              | 1 189                                        |                                              |
| 1980                                         | 1980                                         |                                              | 1 282                                        |                                              |
| 1990                                         | 1990                                         |                                              | 1 315                                        | 87                                           |
| 1995                                         | 1995                                         |                                              | 1 400                                        | 91                                           |
| 2000                                         | 2000                                         |                                              | 1 360                                        | 91                                           |
| 2005                                         | 2005                                         |                                              | 1 387                                        | 91                                           |
| 2010                                         | 2010                                         |                                              | 1 338                                        | 91                                           |
| 2015                                         | 2015                                         |                                              | 1 322                                        | 98                                           |
| 2020                                         | 2020                                         |                                              | 1 506                                        | 105                                          |
|                                              |                                              |                                              |                                              |                                              |

## Samhället
I byn finns en livsmedelsaffär (Ica Möllan), en pizzeria (Gantofta Pizzeria) och en F-9-skola med cirka 300 elever – Gantofta skola.
Strax söder om Gantofta, i en ravin vid Rååns dalgång, finns i klippväggen skålformade sliprännor.

## Föreningar
I byn finns en scoutkår, Kvistofta scoutkår.
I Gantofta finns en innebandyförening, Gantofta IBK. Klubben har lag för ungdomar i alla åldrar och även ett damlag. 
Gantofta har ett fotbollslag som heter Gantofta IF och spelar i Division 4 Västra Götaland.

## Personer från orten
Byns mest kända person är Stålfarfar, Gustaf Håkansson. Fotbollsspelaren och mittfältaren Caroline Seger, i Paris Saint Germain FC och i landslaget, kommer också från Gantofta, liksom stavhopparna Annika Jönsson, Linnea Jönsson och Gabriella Jönsson. 